# In My Mind (piosenka)
In My Mind – piosenka z 2012 roku w stylu elektronicznego dance, napisana przez australijskich twórców: producenta house i didżeja Ivana Gougha, duet house'owy Feenixpawl z wokalnym udziałem indiepopowej piosenkarki Georgi Kay. Popularność utworowi przyniósł remiks wykonany przez szwedzkiego DJ-a Axwella, ale największą zdobył w prezentacji Litwina Dynoro i Włocha Gigi D'Agostino.

## Ivan Gough & Feenixpawl ft. Georgi Kay
Utwór w stylu house'u progresywnego / electrohouse. Pierwszy singel został wydany na winylu 30 stycznia 2012 przez Axtone (nr kat. AXT 022); zawierał wersje: strona A - In My Mind (Axwell Mix), strona B - In My Mind (Original Mix). Remiks Axwella uzyskał większą popularność, gościł na wielu listach przebojów, został wydany na płycie Swedish House Mafia z 2012 r. pt. Until Now, a w 2013 r. był nominowany do nagrody Grammy w kategorii Najlepsze Nieklasyczne Nagranie Remiksowane.

## Dynoro & Gigi D'Agostino
Utwór w stylu future house oparty jest na „In My Mind” Ivana Gougha i Feenixpawla, a także wykorzystuje motyw przewodni z „L’amour toujours”, piosenki Gigi D'Agostino pochodzącej z 1999 roku. Singel początkowo sygnowany tylko przez Dynoro został wydany 26 stycznia 2018, ale stał się dopiero ogromnym sukcesem po przypisaniu go również Gigi D'Agostino (tak wydany został 8 czerwca 2018). W Polsce singel uzyskał status diamentowej płyty.